# Sabina Mazo
Sabina Mazo (Medellín, 25 de março de 1997) é uma lutadora colombiana de artes marciais mistas, luta na categoria peso-palha feminino do Ultimate Fighting Championship.

## Carreira no MMA

### Ultimate Fighting Championship
Sabina Mazo fez sua estreia no UFC contra Maryna Moroz em 30 de março de 2019 no UFC on ESPN: Barboza vs. Gaethje. Ela perdeu por decisão unânime.
Mazo enfrentou Shana Dobson em 17 de agosto de 2019 no UFC 241: Cormier vs. Miocic 2. Ela venceu por decisão unânime.
Sabina Mazo enfrentou JJ Aldrich em 18 de janeiro de 2020 no UFC 246: McGregor vs. Cowboy. Ela venceu por decisão dividida.

## Cartel no MMA
| Cartel no MMA   |            |            |
| 13 lutas        | 9 vitórias | 4 derrotas |
| Por nocaute     | 2          | 0          |
| Por finalização | 1          | 2          |
| Por decisão     | 6          | 2          |

| Res.    | Cartel | Oponente          | Método                    | Evento                                | Data       | Round | Tempo | Local                      | Notas                                  |
| ------- | ------ | ----------------- | ------------------------- | ------------------------------------- | ---------- | ----- | ----- | -------------------------- | -------------------------------------- |
| Derrota | 9-4    | Miranda Maverick  | Finalização (mata-leão)   | UFC Fight Night: Santos vs. Ankalaev  | 12/03/2022 | 2     | 2:15  | Las Vegas, Nevada          |                                        |
| Derrota | 9–3    | Mariya Agapova    | Finalização (mata-leão)   | UFC Fight Night: Dern vs. Rodriguez   | 09/10/2021 | 3     | 0:53  | Las Vegas, Nevada          | Volta ao Peso Mosca.                   |
| Derrota | 9-2    | Alexis Davis      | Decisão (unânime)         | UFC Fight Night: Rozenstruik vs. Gane | 27/02/2021 | 3     | 5:00  | Las Vegas, Nevada          | Estreia no Peso Galo.                  |
| Vitória | 9-1    | Justine Kish      | Finalização (mata-leão)   | UFC Fight Night: Waterson vs. Hill    | 12/09/2020 | 3     | 3:57  | Las Vegas, Nevada          |                                        |
| Vitória | 8-1    | JJ Aldrich        | Decisão (dividida)        | UFC 246: McGregor vs. Cowboy          | 18/01/2020 | 3     | 5:00  | Las Vegas, Nevada          |                                        |
| Vitória | 7-1    | Shana Dobson      | Decisão (unânime)         | UFC 241: Cormier vs. Miocic 2         | 17/08/2019 | 3     | 5:00  | Anaheim, California        |                                        |
| Derrota | 6-1    | Maryna Moroz      | Decisão (unânime)         | UFC on ESPN: Barboza vs. Gaethje      | 30/03/2019 | 3     | 5:00  | Philadelphia, Pennsylvania |                                        |
| Vitória | 6-0    | Caroline Yariwake | Decisão (unânime)         | LFA 54 - Mazo vs. Yariwake            | 16/11/2018 | 5     | 5:00  | Costa Mesa, California     | Defendeu o Cinturão Peso Mosca do LFA. |
| Vitória | 5-0    | Shannon Sinn      | Decisão (unânime)         | LFA 37 - Bice vs. Perez               | 20/04/2018 | 5     | 5:00  | Sioux Falls, Dakota do Sul | Ganhou o Cinturão Peso Mosca do LFA.   |
| Vitória | 4-0    | Linsey Williams   | Nocaute (chute na cabeça) | LFA 23 - Krantz vs. Nakashima         | 22/09/2017 | 1     | 4:26  | Bossier City, Louisiana    |                                        |
| Vitória | 3-0    | Jamie Thorton     | Nocaute (chute na cabeça) | LFA 9 - Dennis vs. Marques            | 14/04/2017 | 1     | 4:50  | Shawnee, Oklahoma          |                                        |
| Vitória | 2-0    | Reina Cordoba     | Decisão (unânime)         | Center Real Fights 19                 | 21/11/2015 | 3     | 5:00  | San José, Costa Rica       |                                        |
| Vitória | 1-0    | Alejandra Lara    | Decisão (unânime)         | Striker Fighting Championship 18      | 26/03/2015 | 3     | 5:00  | Barranquilla               |                                        |